# Campeonato Italiano de Futebol - Série A (2014–15)
O Campeonato Italiano de Futebol de 2014-2015 (ou Serie A TIM, por motivos de patrocínio) foi a 83ª edição da competição máxima do futebol italiano. Iniciou-se em 12 de setembro de 2014 e encerrou-se em 31 de maio de 2015. Em 2 de maio de 2015 a Juventus sagrou-se campeã pela quarta vez consecutiva.

## Promovidos e Rebaixados
| Pos. | Rebaixados da Serie A |
| ---- | --------------------- |
| 18º  | Catania               |
| 19º  | Bologna               |
| 20º  | Livorno               |

| Pos. | Promovidos da Serie B |
| ---- | --------------------- |
| 1º   | Palermo               |
| 2º   | Empoli                |
| 4º   | Cesena (Play-offs)    |

## Informação dos Clubes
| Clube          | Cidade        | Treinador            | Estádio                 | Capacidade |
| -------------- | ------------- | -------------------- | ----------------------- | ---------- |
| Atalanta       | Bérgamo       | Stefano Colantuono   | Atleti Azzurri d'Italia | 26.542     |
| Cesena         | Cesena        | Marco Giampaolo      | Dino Manuzzi            | 23.860     |
| Cagliari       | Cagliari      | Zdeněk Zeman         | Sant'Elia               | 16.000     |
| Empoli         | Empoli        | Maurizio Sarri       | Carlo Castelanni        | 16.800     |
| Chievo         | Verona        | Eugenio Corini       | Marcantonio Bentegodi   | 38.402     |
| Fiorentina     | Florença      | Vincenzo Montella    | Artemio Franchi         | 47.282     |
| Genoa          | Génova        | Gian Piero Gasperini | Luigi Ferraris          | 36.685     |
| Internazionale | Milão         | Walter Mazzarri      | Giuseppe Meazza         | 80.074     |
| Juventus       | Turim         | Massimiliano Allegri | Juventus Stadium        | 41.254     |
| Lazio          | Roma          | Stefano Pioli        | Olímpico de Roma        | 72.698     |
| Palermo        | Palermo       | Giuseppe Iachini     | Renzo Barbera           | 36.871     |
| Milan          | Milão         | Filippo Inzaghi      | San Siro                | 80.074     |
| Napoli         | Nápoles       | Rafael Benítez       | San Paolo               | 60.240     |
| Parma          | Parma         | Roberto Donadoni     | Ennio Tardini           | 27.906     |
| Roma           | Roma          | Rudi Garcia          | Olímpico de Roma        | 72.698     |
| Sampdoria      | Génova        | Siniša Mihajlović    | Luigi Ferraris          | 36.685     |
| Sassuolo       | Reggio Emilia | Eusebio Di Francesco | Mapei Stadium           | 20.084     |
| Torino         | Turim         | Giampiero Ventura    | Olímpico de Turim       | 27.994     |
| Udinese        | Udine         | Andrea Stramaccioni  | Friuli                  | 30.642     |
| Verona         | Verona        | Andrea Mandorlini    | Marcantonio Bentegodi   | 38.402     |

## Classificação
Atualizado em 01/06/2015.
| Pos. | Equipes        | Pts   | J  | V  | E  | D  | GP | GC | SG  | %  | Classificação ou rebaixamento                               |
| ---- | -------------- | ----- | -- | -- | -- | -- | -- | -- | --- | -- | ----------------------------------------------------------- |
| 1    | Juventus       | 87    | 38 | 26 | 9  | 3  | 72 | 24 | 48  | 76 | Fase de Grupos da Liga dos Campeões da UEFA de 2015–16      |
| 2    | Roma           | 70    | 38 | 19 | 13 | 6  | 54 | 31 | 23  | 61 | Fase de Grupos da Liga dos Campeões da UEFA de 2015–16      |
| 3    | Lazio          | 69    | 38 | 21 | 6  | 11 | 71 | 38 | 33  | 61 | Play-offs da Liga dos Campeões da UEFA de 2015–16           |
| 4    | Fiorentina     | 64    | 38 | 18 | 10 | 10 | 61 | 46 | 15  | 56 | Fase de Grupos da Liga Europa da UEFA de 2015–16[a]         |
| 5    | Napoli         | 63    | 38 | 18 | 9  | 11 | 70 | 54 | 16  | 55 | Fase de Grupos da Liga Europa da UEFA de 2015–16[a]         |
| 6    | Genoa[b]       | 59    | 38 | 16 | 11 | 11 | 62 | 47 | 15  | 52 |                                                             |
| 7    | Sampdoria      | 56    | 38 | 13 | 17 | 8  | 48 | 42 | 6   | 49 | 3ª Pré-Eliminatória da Liga Europa da UEFA de 2015–16[a][b] |
| 8    | Internazionale | 55    | 38 | 14 | 13 | 11 | 59 | 48 | 11  | 48 |                                                             |
| 9    | Torino         | 54    | 38 | 14 | 12 | 12 | 48 | 45 | 3   | 47 |                                                             |
| 10   | Milan          | 52    | 38 | 13 | 13 | 12 | 56 | 50 | 6   | 46 |                                                             |
| 11   | Palermo        | 49    | 38 | 12 | 13 | 13 | 53 | 55 | −2  | 43 |                                                             |
| 12   | Sassuolo       | 49    | 38 | 12 | 13 | 13 | 49 | 57 | −8  | 43 |                                                             |
| 13   | Hellas Verona  | 46    | 38 | 11 | 13 | 14 | 49 | 65 | −16 | 40 |                                                             |
| 14   | Chievo         | 43    | 38 | 10 | 13 | 15 | 28 | 41 | −13 | 38 |                                                             |
| 15   | Empoli         | 42    | 38 | 8  | 18 | 12 | 46 | 52 | −6  | 39 |                                                             |
| 16   | Udinese        | 41    | 38 | 10 | 11 | 17 | 43 | 56 | −13 | 36 |                                                             |
| 17   | Atalanta       | 37    | 38 | 7  | 16 | 15 | 38 | 57 | −19 | 32 |                                                             |
| 18   | Cagliari       | 34    | 38 | 8  | 10 | 20 | 48 | 68 | −20 | 30 | Zona de rebaixamento à Serie B de 2015–16                   |
| 19   | Cesena         | 24    | 38 | 4  | 12 | 22 | 36 | 73 | −37 | 21 | Zona de rebaixamento à Serie B de 2015–16                   |
| 20   | Parma          | 19[c] | 38 | 6  | 8  | 24 | 33 | 75 | −42 | 23 | Rebaixado à Serie D de 2015–16                              |

Notas:

- a ^  Como a campeã da Coppa Italia de 2014–15 (Juventus) está classificada para a Liga dos Campeões da UEFA de 2015–16, o lugar que dá esse torneio para a fase de grupos da Liga Europa da UEFA de 2015–16 vai para o 5º lugar. Consequentemente, o 6º lugar iria para a 3ª Pré-Eliminatória da Liga Europa da UEFA de 2015–16, mas como o mesmo não obteve a licença UEFA da FIGC, a vaga vai para o 7º lugar.
- b ^  O Genoa não obteve a licença UEFA da FIGC para disputar a 3ª Pré-Eliminatória da Liga Europa da UEFA de 2015–16 devido ao atraso na entrega da documentação necessária para disputar o torneio. Com isso a vaga para a 3ª Pré-Eliminatória da Liga Europa da UEFA de 2015–16 vai para o 7º lugar (Sampdoria).
- c ^  O Parma foi punido pela FIGC com a perda de sete pontos devido ao não pagamento de impostos relativos aos salários de novembro e dezembro de 2013.

## Confrontos
Atualizado em 02/06/2015 
| Mandante\ Visitante[1] | ATA | CAG | CES | CHV | EMP | FIO | GEN | INT | JUV | LAZ | MIL | NAP | PAL | PAR | ROM | SAM | SAS | TOR | UDI | HEL |
| Atalanta               |     | 2–1 | 3–2 | 1–1 | 2–2 | 0–1 | 1–4 | 1–4 | 0–3 | 1–1 | 1–3 | 1–1 | 3–3 | 1–0 | 1–2 | 1–2 | 2–1 | 1–2 | 0–0 | 0–0 |
| Cagliari               | 1–2 |     | 2–1 | 0–2 | 1–1 | 0–4 | 1–1 | 1–2 | 1–3 | 1–3 | 1–1 | 0–3 | 0–1 | 4–0 | 1–2 | 2–2 | 2–1 | 1–2 | 4–3 | 1–2 |
| Cesena                 | 2–2 | 0–1 |     | 0–1 | 2–2 | 1–4 | 0–3 | 0–1 | 2–2 | 2–1 | 1–1 | 1–4 | 0–0 | 1–0 | 0–1 | 1–1 | 2–3 | 2–3 | 1–0 | 1–1 |
| Chievo                 | 1–1 | 1–0 | 2–1 |     | 1–1 | 1–2 | 1–2 | 0–2 | 0–1 | 0–0 | 0–0 | 1–2 | 1–0 | 2–3 | 0–0 | 2–1 | 0–0 | 0–0 | 1–1 | 2–2 |
| Empoli                 | 0–0 | 0–4 | 2–0 | 3–0 |     | 2–3 | 1–1 | 0–0 | 0–2 | 2–1 | 2–2 | 4–2 | 3–0 | 2–2 | 0–1 | 1–1 | 3–1 | 0–0 | 1–2 | 0–0 |
| Fiorentina             | 3–2 | 1–3 | 3–1 | 3–0 | 1–1 |     | 0–0 | 3–0 | 0–0 | 0–2 | 2–1 | 0–1 | 4–3 | 3–0 | 1–1 | 2–0 | 0–0 | 1–1 | 3–0 | 0–1 |
| Genoa                  | 2–2 | 2–0 | 3–1 | 0–2 | 1–1 | 1–1 |     | 3–2 | 1–0 | 1–0 | 1–0 | 1–2 | 1–1 | 2–0 | 0–1 | 0–1 | 3–3 | 5–1 | 1–1 | 5–2 |
| Internazionale         | 2–0 | 1–4 | 1–1 | 0–0 | 4–3 | 0–1 | 3–1 |     | 1–2 | 2–2 | 0–0 | 2–2 | 3–0 | 1–1 | 2–1 | 1–0 | 7–0 | 0–1 | 1–2 | 2–2 |
| Juventus               | 2–1 | 1–1 | 3–0 | 2–0 | 2–0 | 3–2 | 1–0 | 1–1 |     | 2–0 | 3–1 | 3–1 | 2–0 | 7–0 | 3–2 | 1–1 | 1–0 | 2–1 | 2–0 | 4–0 |
| Lazio                  | 3–0 | 4–2 | 3–0 | 1–0 | 4–0 | 4–0 | 0–1 | 1–2 | 0–3 |     | 3–1 | 0–1 | 2–1 | 4–0 | 1–2 | 3–0 | 3–2 | 2–1 | 0–1 | 4–2 |
| Milan                  | 0–1 | 3–1 | 2–0 | 2–0 | 1–1 | 1–1 | 1–3 | 1–1 | 0–1 | 3–1 |     | 2–0 | 0–2 | 3–1 | 2–1 | 1–1 | 1–2 | 3–0 | 2–0 | 2–2 |
| Napoli                 | 1–1 | 3–3 | 3–2 | 0–1 | 2–2 | 3–0 | 2–1 | 2–2 | 1–3 | 2–4 | 3–0 |     | 3–3 | 2–0 | 2–0 | 4–2 | 2–0 | 2–1 | 3–1 | 6–2 |
| Palermo                | 2–3 | 5–0 | 2–1 | 1–0 | 0–0 | 2–3 | 2–1 | 1–1 | 0–1 | 0–4 | 1–2 | 3–1 |     | 2–1 | 1–1 | 1–1 | 2–1 | 2–2 | 1–1 | 2–1 |
| Parma                  | 0–0 | 0–0 | 1–2 | 0–1 | 0–2 | 1–0 | 1–2 | 2–0 | 1–0 | 1–2 | 4–5 | 2–2 | 1–0 |     | 1–2 | 0–2 | 1–3 | 0–2 | 1–0 | 2–2 |
| Roma                   | 1–1 | 2–0 | 2–0 | 3–0 | 1–1 | 2–0 | 2–0 | 4–2 | 1–1 | 2–2 | 0–0 | 1–0 | 1–2 | 0–0 |     | 0–2 | 2–2 | 3–0 | 2–1 | 2–0 |
| Sampdoria              | 1–0 | 2–0 | 0–0 | 2–1 | 1–0 | 3–1 | 1–1 | 1–0 | 0–1 | 0–1 | 2–2 | 1–1 | 1–1 | 2–2 | 0–0 |     | 1–1 | 2–0 | 2–2 | 1–1 |
| Sassuolo               | 0–0 | 1–1 | 1–1 | 1–0 | 3–1 | 1–3 | 3–1 | 3–1 | 1–1 | 0–3 | 3–2 | 0–1 | 0–0 | 4–1 | 0–3 | 0–0 |     | 1–1 | 1–1 | 2–1 |
| Torino                 | 0–0 | 1–1 | 5–0 | 2–0 | 0–1 | 1–1 | 2–1 | 0–0 | 2–1 | 0–2 | 1–1 | 1–0 | 2–2 | 1–0 | 1–1 | 5–1 | 0–1 |     | 1–0 | 0–1 |
| Udinese                | 2–0 | 2–2 | 1–1 | 1–1 | 2–0 | 2–2 | 2–4 | 1–2 | 0–0 | 0–1 | 2–1 | 1–0 | 1–3 | 4–2 | 0–1 | 1–4 | 0–1 | 3–2 |     | 1–2 |
| Hellas Verona          | 1–0 | 1–0 | 3–3 | 0–1 | 2–1 | 1–2 | 2–2 | 0–3 | 2–2 | 1–1 | 1–3 | 2–0 | 2–1 | 3–1 | 1–1 | 1–3 | 3–2 | 1–3 | 0–1 |     |

Última atualização em 31 de maio de 2015.
Fonte: Serie A
1O time da casa (mandante) está listado na coluna da esquerda.
Cores:      Azul = time da casa vence;      Amarelo = empate;      Vermelho = time visitante vence.

| Vitória da equipe da casa; Vitória do visitante; Empate. |

## Premiação
| Serie A 2014–15 |
| --------------- |

| Campeão Serie A 2014–15 |
| ----------------------- |
| Juventus (31º título)   |

## Estatísticas
| Pos. | Jogador            | Clube            | Gols |
| ---- | ------------------ | ---------------- | ---- |
| 1    | Luca Toni          | Verona           | 22   |
| 1    | Mauro Icardi       | Internazionale   | 22   |
| 3    | Carlos Tevez       | Juventus         | 20   |
| 4    | Gonzalo Higuaín    | Napoli           | 18   |
| 5    | Jérémy Ménez       | Milan            | 16   |
| 6    | Manolo Gabbiadini  | Sampdoria/Napoli | 15   |
| 6    | Domenico Berardi   | Sassuolo         | 15   |
| 8    | Antonio Di Natale  | Udinese          | 14   |
| 9    | Iago Falqué        | Genoa            | 13   |
| 9    | Fabio Quagliarella | Torino           | 13   |
| 9    | Paulo Dybala       | Palermo          | 13   |
| 9    | Miroslav Klose     | Lazio            | 13   |

| Pos. | Jogador           | Clube    | Assists. |
| ---- | ----------------- | -------- | -------- |
| 1    | Marek Hamšík      | Napoli   | 10       |
| 1    | Paulo Dybala      | Palermo  | 10       |
| 1    | Miralem Pjanić    | Roma     | 10       |
| 4    | Franco Vázquez    | Palermo  | 9        |
| 4    | Emil Hallfreðsson | Verona   | 9        |
| 4    | Domenico Berardi  | Sassuolo | 9        |
| 7    | Antonio Candreva  | Lazio    | 8        |
| 7    | Andrea Bertolacci | Genoa    | 8        |
| 9    | Gonzalo Higuaín   | Napoli   | 7        |
| 9    | Carlos Tevez      | Juventus | 7        |
| 9    | Mirko Valdifiori  | Empoli   | 7        |
| 9    | Felipe Anderson   | Lazio    | 7        |
| 9    | Antonio Di Natale | Udinese  | 7        |
| 9    | Massimo Maccarone | Empoli   | 7        |